# Phanxicô Xaviê Nguyễn Văn Thuận
Ctihodný Phanxicô Xaviê Nguyễn Văn Thuận (psáno také Francois-Xavier Ngueyen Van Thuan) (17. dubna 1928 Hue – 16. září 2002 Řím) byl vietnamský římskokatolický biskup a kardinál, vězeň komunistického režimu ve Vietnamu.

## Rodina
Pocházel z významné vietnamské rodiny, jeden z jeho strýců Ngô Ðình Diệm byl prezidentem v letech 1955 až 1963, dalším příbuzným pak pozdější arcibiskup v jeho rodišti Pierre Martin Ngô Đình Thục. Několik členů jeho rodiny po nástupu komunistů k moci zemřelo ve vězení.

## Kněz
Studoval v semináři v Hue, kde také přijal kněžské svěcení 11. června 1953. Další dva roky působil jako kněz v rodné diecézi, poté odjel na doplňující studia v Římě, kde získal doktorát z kanonického práva. V roce 1959 se vrátil do vlasti, přednášel v semináři v Nha Trang, v této diecézi se stal generálním vikářem a později biskupem.

## Biskup a kardinál
Biskupem byl jmenován v dubnu 1967, biskupské svěcení přijal 4. června téhož roku. V dubnu 1975 byl jmenován titulárním arcibiskupem a koadjutorem v Ho Či Minovo Městě. Funkce se už neujal a byl komunistickými úřady uvězněn. Ve vězení (a bez soudního procesu) prožil celkem 13 let, z toho 9 let v naprosté izolaci. Po propuštění se nemohl vrátit do své diecéze a v roce 1991 byl vyhoštěn z Vietnamu - komunisté k tomu využili jeho návštěvu ad limina ve Vatikánu a zabránili mu v návratu. Roku 1994 jej Jan Pavel II. jmenoval sekretářem a roku 1998 předsedou Papežské komise Iustitia et Pax. V jubilejním roce 2000 jej Jan Pavel II. pozval, aby v postní době dával duchovní cvičení papeži a členům římské kurie. V roce 2001 při konzistoři ho jmenoval kardinálem. Krátce po tomto jmenování mu vietnamské úřady povolily návštěvu v rodné zemi.

## Beatifikační proces
Dne 16. září 2007, při pátém výročí úmrtí, byl zahájen proces jeho blahořečení. Papež Benedikt XVI. vyjádřil hlubokou radost při zahájení tohoto procesu a kardinálův život představil také v encyklice Spe salvi, zejména historii jeho dlouholetého věznění a izolace. Dne 4. května 2017 byl papežem Františkem prohlášen za Ctihodného.